# Arrazua-Ubarrundia
Arrazua-Ubarrundia é um município da Espanha na província de Álava, comunidade autónoma do País Basco, de área 57,41 km² com população de 880 habitantes (2007) e densidade populacional de 15,33 hab./km².

## Demografia
| Variação demográfica do município entre 1991 e 2004 | Variação demográfica do município entre 1991 e 2004 | Variação demográfica do município entre 1991 e 2004 | Variação demográfica do município entre 1991 e 2004 |
| --------------------------------------------------- | --------------------------------------------------- | --------------------------------------------------- | --------------------------------------------------- |
| 1991                                                | 1996                                                | 2001                                                | 2004                                                |
| 651                                                 | 745                                                 | 721                                                 | 795                                                 |